# رادیووی بوژیچ
رادیووی بوژیچ (انگلیسی: Radivoj Božić؛ ۲۶ ژانویهٔ ۱۹۱۲ – ۱ ژانویهٔ ۱۹۴۸) بازیکن فوتبال اهل یوگسلاوی بود.
از باشگاه‌هایی که در آن بازی کرده‌است می‌توان به باشگاه فوتبال یوگسلاویا، باشگاه فوتبال وویوودینا، و باشگاه فوتبال بئوگراد اشاره کرد.
وی همچنین در تیم ملی فوتبال یوگسلاوی بازی کرده‌است.